# Ashley Bryant

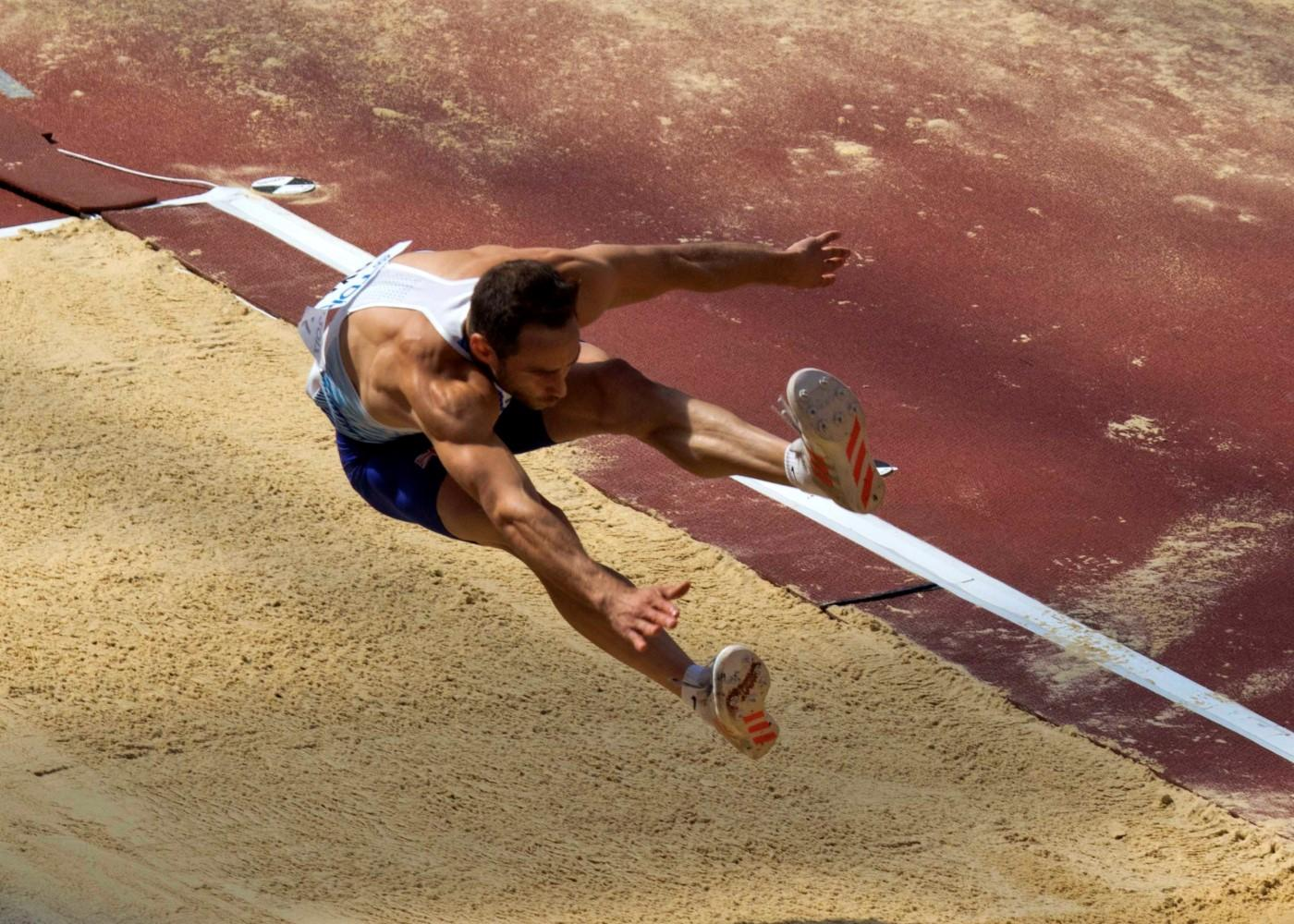
Ashley Bryant

Ashley Bryant (* 17. Mai 1991) ist ein britischer Zehnkämpfer.
Bei den Europameisterschaften 2012 in Helsinki wurde er Zwölfter.
2014 gewann er bei den Commonwealth Games in Glasgow für England startend Silber. Bei den Europameisterschaften in Zürich gab er nach der siebten Disziplin auf.

## Persönliche Bestleistungen
- Zehnkampf: 8141 Punkte, 1. Juni 2014, Götzis
- Siebenkampf (Halle): 5698 Punkte, 26. Januar 2014, Sheffield